# Баксу
Баксу (в справочнике «Поверхностные водные объекты Крыма» балка без названия, впадающая у села Жуковка; укр. Баксу, крымскотат. Baqsı, Бакъсы) — балка на востоке Керченского полуострова. Длина водотока 7,5 км, площадь водосборного бассейна 17,5 км², относится к группе рек Керченского полуострова. Начало балки находится в районе села Глазовка, течёт, через село, на юго-восток, впадая в отделённое от Керченского пролива Целимберной косой озеро южнее села Жуковка, в районе Керченской переправы.